# Верхняя Криница (Васильевский район)
Верхняя Криница (укр. Верхня Криниця) — село,
Верхнекриничанский сельский совет,
Васильевский район,
Запорожская область,
Украина.
Код КОАТУУ — 2320983001. Население по переписи 2001 года составляло 1534 человека.
Является административным центром Верхнекриничанского сельского совета, в который, кроме того, входит село Лесное.
С марта 2022 года село находится под российской оккупацией.

## Географическое положение
Село Верхняя Криница находится на левом берегу реки Каховского водохранилища (Днепр) в месте впадения в него реки Карачекрак,
выше по течению на расстоянии в 7 км расположено село Каменское.
Рядом проходит автомобильная дорога М-18 (E 105).
Через село проходит железная дорога, станция Попово.

## История
- 1920 — дата основания.

## Объекты социальной сферы
- Верхнекриничанская общеобразовательная школа I—II ступеней
- Амбулатория общей практики семейной медицины
- Верхнекриничанский сельский клуб
- Верхнекриничанская сельская библиотека
- Отделение почтовой связи
- Детский сад «Пролисок»

## Религия
- Храм во имя Святых Благоверных страстотерпцев Николая и Александры.
- Свято-Андреевский Храм